# Alvis Speed 25
La Alvis Speed 25 è un'autovettura prodotta dalla casa automobilistica britannica Alvis dal 1936 al 1940.

## Descrizione
La Speed 25 venne prodotta come sostituta dei modelli Alvis Speed 20 e Alvis 3½ litre. Vi furono due generazioni di questo modello, la SB e la SC.

### Speed 25 SB

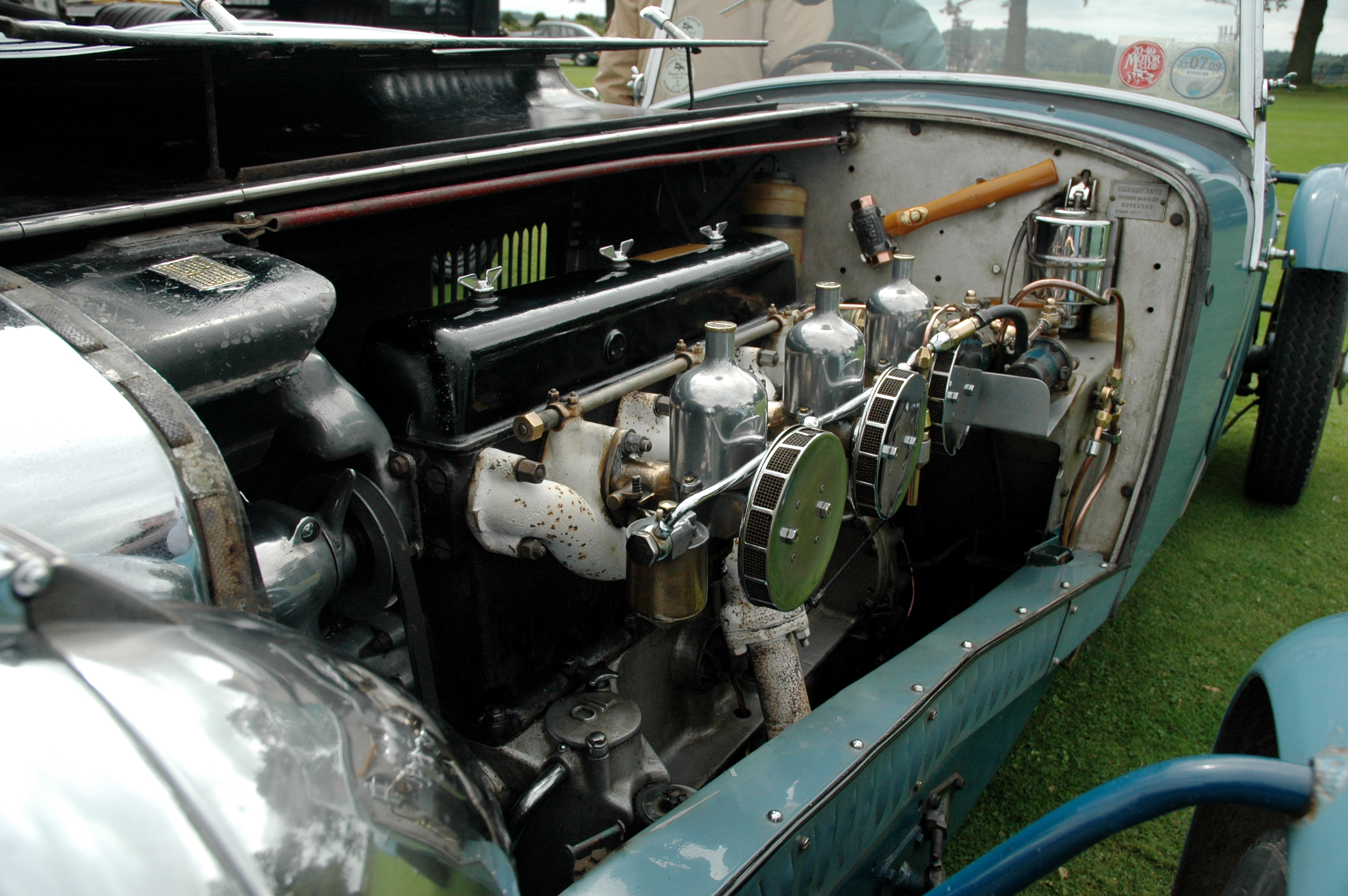
Il motore di una Alvis Speed 25 del 1937

Nel 1936 venne presentata la Speed 25 SB. Derivata dal telaio della Speed 20 SD, aveva un passo di 3.150 mm e sospensioni anteriori indipendenti con molle a balestra semiellittica e il motore in linea a sei cilindri della 3½ litre da 3.571 cm³. Nella Speed 25 il motore, alimentato da tre carburatori SU, erogava una potenza 106 CV (78 kW) a 3.800 giri/min.
Il propulsore aveva sette supporti di banco anziché quattro, frizione, volano e albero motore con un diverso bilanciamento, che portava a una riduzione delle vibrazioni rispetto alla 3½ litre. La testata era in ghisa, mentre i pistoni erano in alluminio. Due pompe di benzina elettriche alimentavano i tre carburatori.
Il telaio era in acciaio e aveva delle traverse per irrobustire la struttura. La Alvis realizzava della Speed 25 solo il telaio e la meccanica, mentre la carrozzeria veniva realizzata da varie aziende del settore tra cui la Cross & Ellis (la versione turismo), Charlesworth (le versioni berlinae cabriolet), ma anche altri tra cui Vanden Plas, Lancefield e Offord.
La vettura era inoltre caratterizzata da altre soluzioni innovative per l'epoca tra cui il cambio sincronizzato, le sospensioni anteriori indipendenti e il servofreno. La Speed 25 vinse due volte consecutive il premio Ladies Choice VSCC Oxford Concourse.

### Speed 25 SC
Nel 1938 fu lanciata la Speed 25 SC, che sostituì la versione SB. L'estetica, le dimensioni e il peso della vettura rimasero invariati, ma il telaio fu modificato, rendendolo più rigido. Nel 1940 la produzione fu interrotta a causa dello scoppio della seconda guerra mondiale, che costrinse la Alvis a convertire i propri impianti alla produzione bellica.